# Линник, Виктор Алексеевич
Ви́ктор Алексе́евич Ли́нник (род. 28 июля 1944, село Никольское, Московская область, СССР) — советский и российский журналист, редактор, специалист по американистике; советский журналист-международник, российский публицист, основатель, издатель и бессменный главный редактор газеты «Слово» (с 1998 года). Прежде главный редактор газеты «Правда» (1993—1994) и собственный её корреспондент в Нью-Йорке (1987—1992).
Один из основоположников (наряду с Валерием Ярушиным и Жанной Бичевской) русского фолк-рока, в 1969—1978 вместе с братом Дмитрием и сестрой Мариной являлся участником самодеятельного вокального фолк-рок-ансамбля «Трио Линник».

## Биография
«Я очень много читал с детства. Проглатывал огромные, толстые тома русской литературы. Читал только русскую литературу, обожал исторические романы. История была для меня очень привлекательным предметом».
Родился в семье командующего прожекторным полком Алексея Линника и Анфисы Васильевны Смеловой, старший из трёх детей.
В старших классах школы на В. Линника производит большое впечатление творчество В. В. Вересаева, в особенности его «Записки врача».
Также, как брат и сестра, окончил музыкальную школу.
Окончил романо-германское отделение филологического факультета МГУ им. Ломоносова, где учился в 1962—1968 гг. по специальности филолог-преподаватель английского языка, занимался американской литературой XX века, диплом — по писателю Норману Мейлеру.
В студенческие годы был приглашён на телепередачу «Английский язык для вас», в которой участвовал на протяжении 11 лет.
В 1968—1980 гг. в Институте США и Канады АН СССР: окончил аспирантуру, затем младший и старший научный сотрудник, кандидат исторических наук (1972), диссертацию защитил по президентской кампании сенатора Юджина Маккарти.
В 1969—1978 вместе с братом Дмитрием и сестрой Мариной (чуть позже её заменила певица Валентина Дзиковицкая) являлся участником самодеятельного вокального фолк-рок-ансамбля «Трио Линник», исполнявшее русские и американские народные песни. Были первыми исполнителями, записавшими песню композитора Алексея Рыбникова «Последняя поэма» (в 1973 г.), позже вошедшую (в исполнении Ирины Отиевой) в фильм «Вам и не снилось…». В 1973 г. Всесоюзная студия грамзаписи «Мелодия» выпустила пластинку «Зодиак» с записью песен «Трио Линник» в инструментальном сопровождении рок-группы «Машина Времени».
В 1980—1983 гг. работал в газете «Правда» обозревателем международного отдела.
В 1983—1987 годах консультант Отдела международной информации ЦК КПСС. Был приглашён туда после предсказания победы Рейгана на президентских выборах вразрез превалировавшему в СССР противоположному мнению.
В 1987—1999 годах работал в газете «Правда»: в 1987—1992 годах собственный корреспондент в Нью-Йорке, с 1992 года заместитель главного редактора по международным делам. Как один из наиболее ярких оппозиционно настроенных журналистов, Линник выступал с жёсткой критикой проводимых в новой России реформ и непосредственно в адрес Б. Ельцина. Осенью 1993 года, после роспуска Съезда народных депутатов и Верховного Совета РФ, отстранения главой Комитета по печати РФ Владимиром Шумейко прежнего главреда Г.Селезнёва, в «Правде» впервые в её истории состоялись альтернативные выборы главного редактора. Линник одержал победу во втором туре, выиграв у Геннадия Селезнёва и Александра Ильина. Однако возглавлял газету совсем недолго, в начале 1994 года был смещён с должности издателями «Правды» — семейством греческих предпринимателей Янникосов.
В 1995—1996 гг. — первый заместитель главного редактора газеты «Век».
С 1998 года учредитель и главный редактор газеты «Слово», её издатель.
2 августа 2013 года, выступая в качестве эксперта-американиста в дневном новостном выпуске РБК-ТВ, активно поддержал предоставление убежища в РФ Эдварду Сноудену.
Владеет английским языком.
Посетил свыше 60 стран. Выступал с лекциями в университетах США, Великобритании, Австралии, Новой Зеландии.
Член Союза писателей России (2000).
Действительный член Академии российской словесности (1999), Академии русской литературы, Академии безопасности, обороны и правопорядка, председатель Гильдии ветеранов журналистики «МедиаСоюза».
Женат, имеет двух дочерей.
Награждён орденами «Александра Невского», «Михаила Ломоносова», Пушкинской медалью «Ревнителю просвещения», Юбилейным гражданским орденом Серебряная звезда «Общественное признание».
Лауреат премии Союза журналистов СССР имени Воровского (1990), Булгаковского конкурса СП РФ (2004), литературной премии им. Александра Невского «России верные сыны» (2005) за «глубину и яркость публицистического таланта и вклад в развитие независимой журналистики в России».
В. Линника отличают державность и жёсткий антиамериканизм. Высказывался: «На американские гранты российские интересы не защитишь»; «Россия, как давно поняли мы, может быть только великой страной или её не будет» (2014).